# Национальный музей Земля и люди (Болгария)
Национальный музей «Земля и люди» (болг. Национален музей „Земята и хората“) — минералогический музей в центре Софии, Болгария.

## История
Национальный музей «Земля и люди» — один из крупнейших минералогических музеев в мире. Он был основан 30 декабря 1985 года, открыт для посетителей 19 июня 1987 года.
Музей расположен в реконструированном историческом здании площадью 4000 м²,
построенном в конце 19-го века (1896—1898).
Он имеет ряд выставочных залов, складских помещений, лабораторий, видео-зал и конференц-зал.
Большинство экспонатов музея были собраны за счет пожертвований как компаний, так и частных лиц в фонд «13 веков Болгарии».

## Экспозиция
Основная коллекция охватывает 40 % всех известных в природе минералов, а также керамику.
Собрание музея насчитывает более 27 тысяч экспонатов, расположенных на двух этажах музея. Здесь собраны минералы, привезенные из 109 стран мира, она включают в себя 1523 вида минералов из около 4200, известных в настоящее время.
Экспонаты музея разделены на семь экспозиций. На первом этаже представлена «Гигантские кристаллы». Часть из них размерами в человека. Из минералов здесь представлены разновидности апатита, кварца, флюорита. В зале «Минералы Земли» представлены редкие виды минералов.
Целый зал отведён для собрания болгарского спелеолога Петра Трантеева (1924—1979), который собирал её 45 лет.
Здесь также представлен пещерный жемчуг карстовых пещер.
Экспозиция второго этажа музея повествует о минералах, встречающихся в Болгарии.
Это апатит, титанит, антаз, брукит, малахит, какоксен, орфеит, самородная медь и др.
Выставленные минералы собраны в Болгарии на горе Витоша, в районе Кремиковци, на территории Маджарово и др.
Помимо постоянной экспозиции, охватывающей большое разнообразие полезных ископаемых, в музее проходят выставки, концерты камерной музыки.
В рамках ежегодной программы в музее проводятся выставки собак и кошек, фотоконкурсы, выставки спелеологических коллекций.
В музее есть научная библиотека, научные лаборатории, залы для проведения конференций.

## Галерея

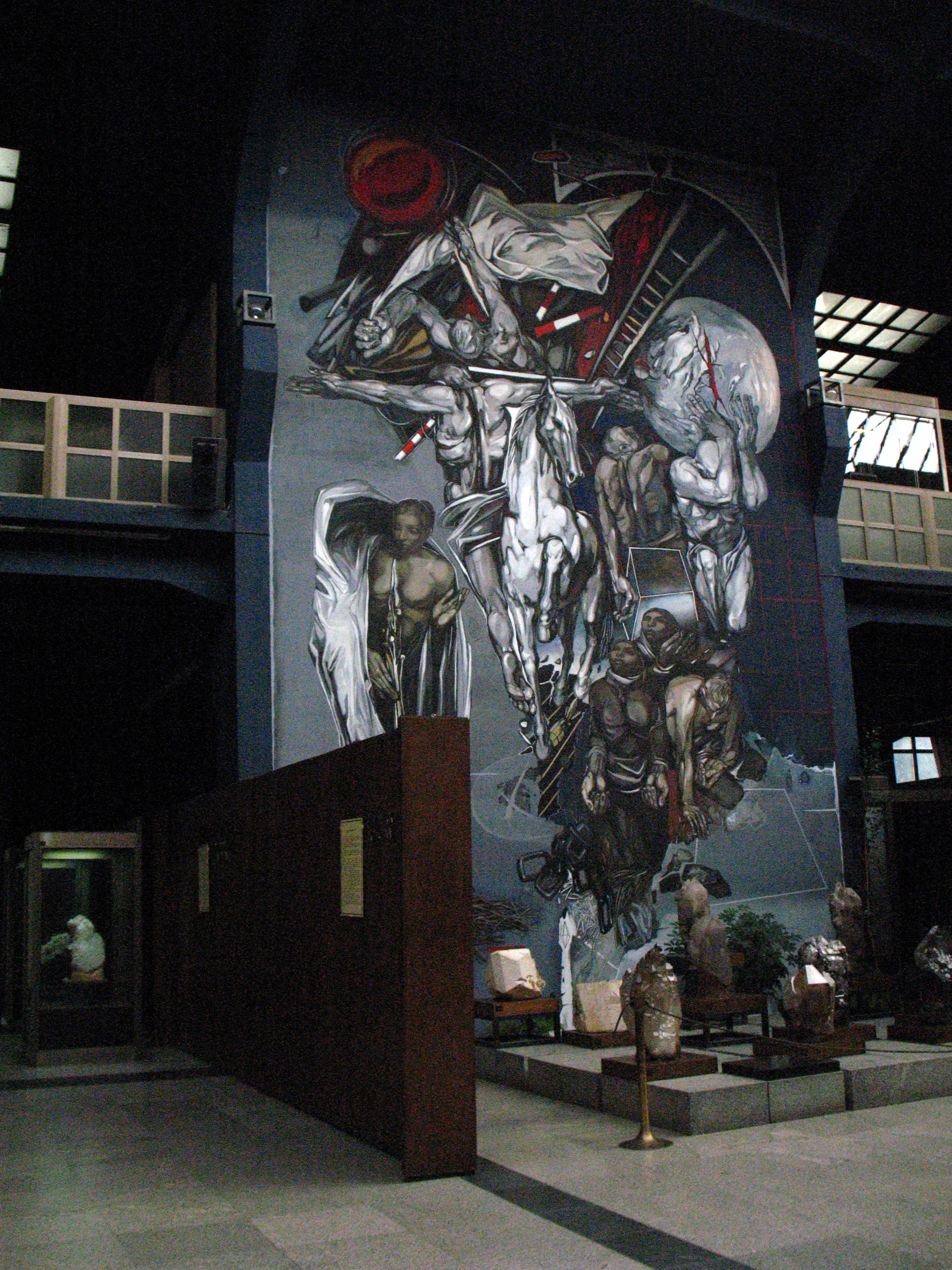
Панно в левой части музея
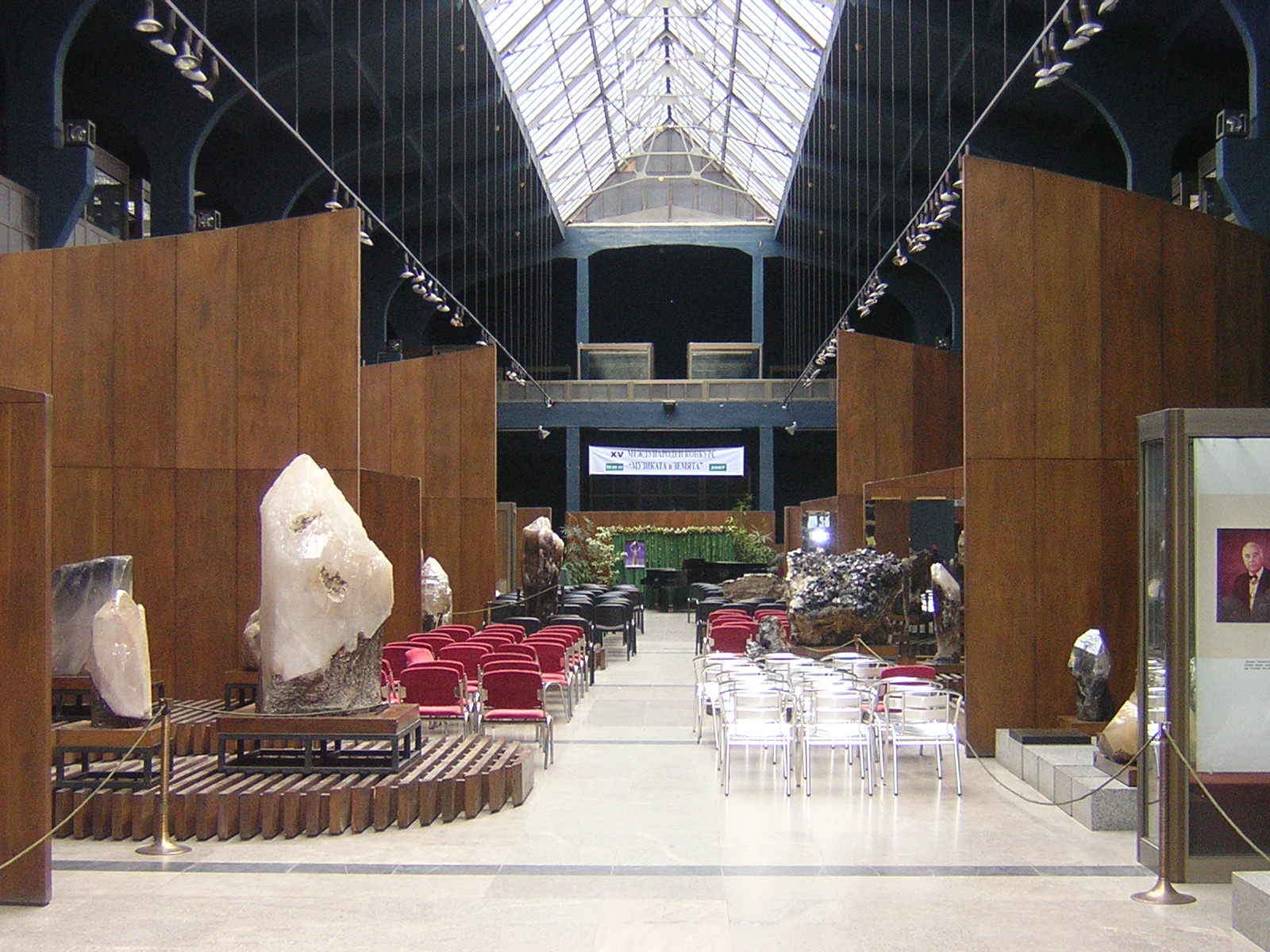
Главный зал музея
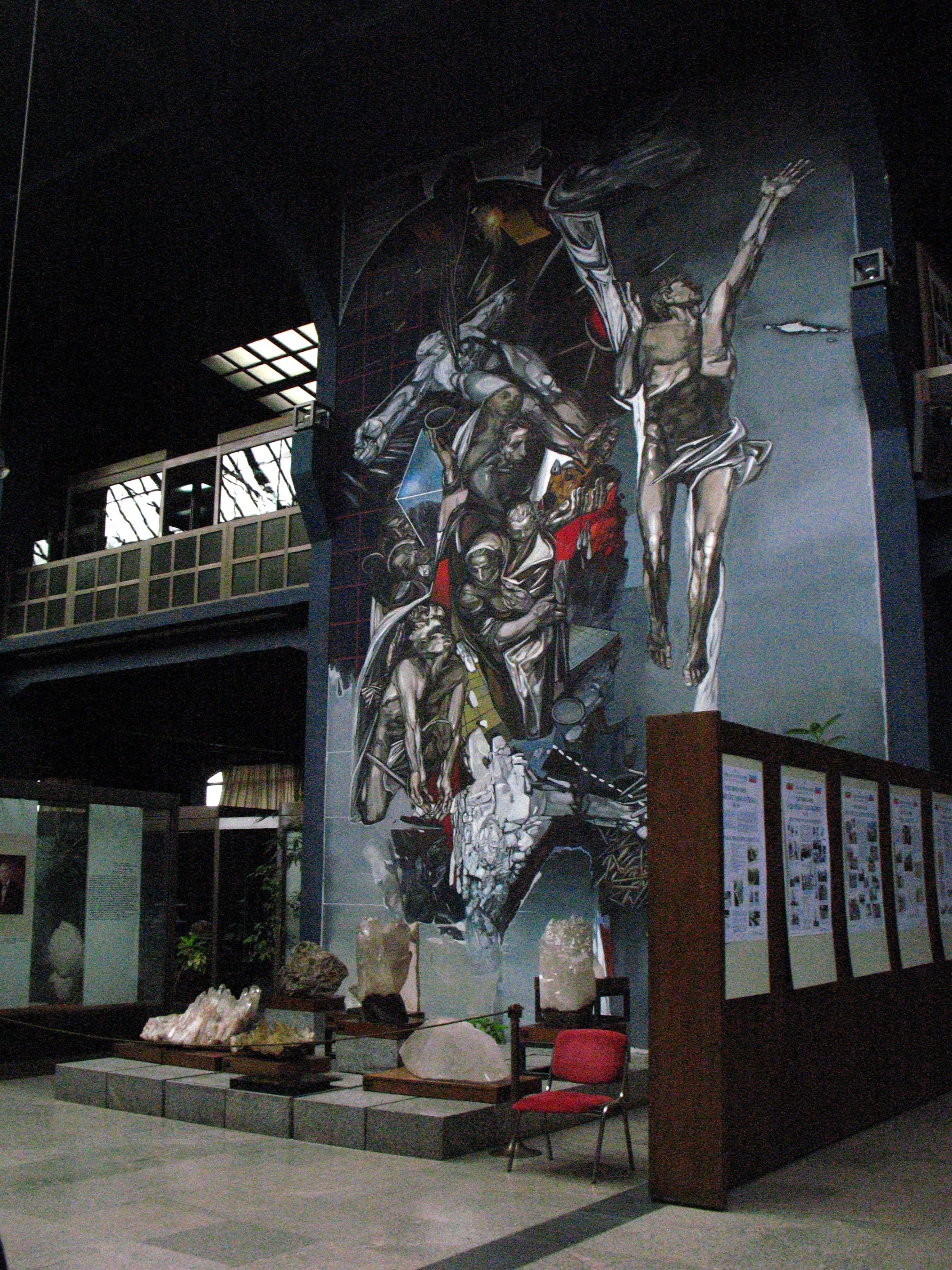
Панно в правой части музея
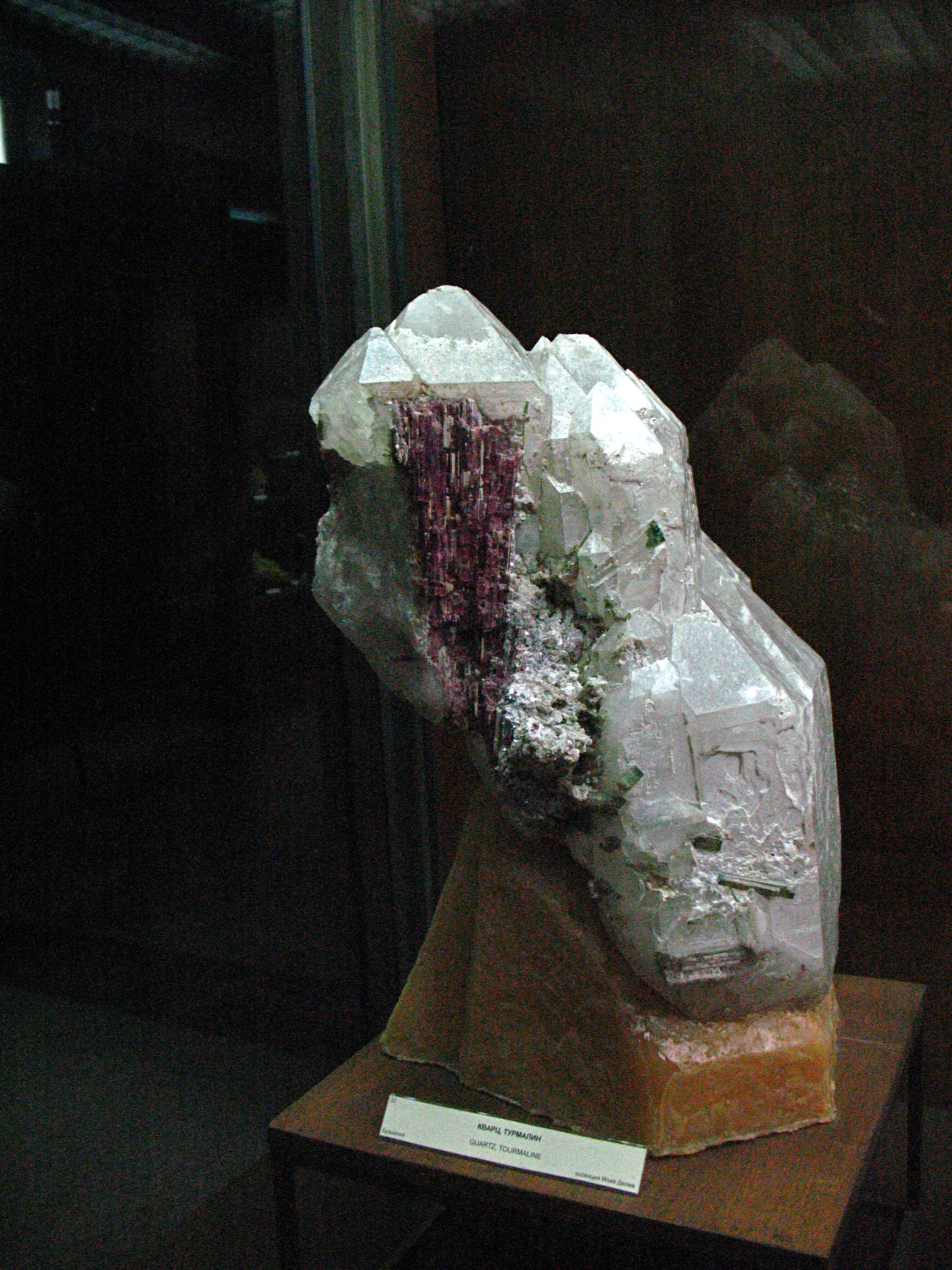
Кварц, турмалин
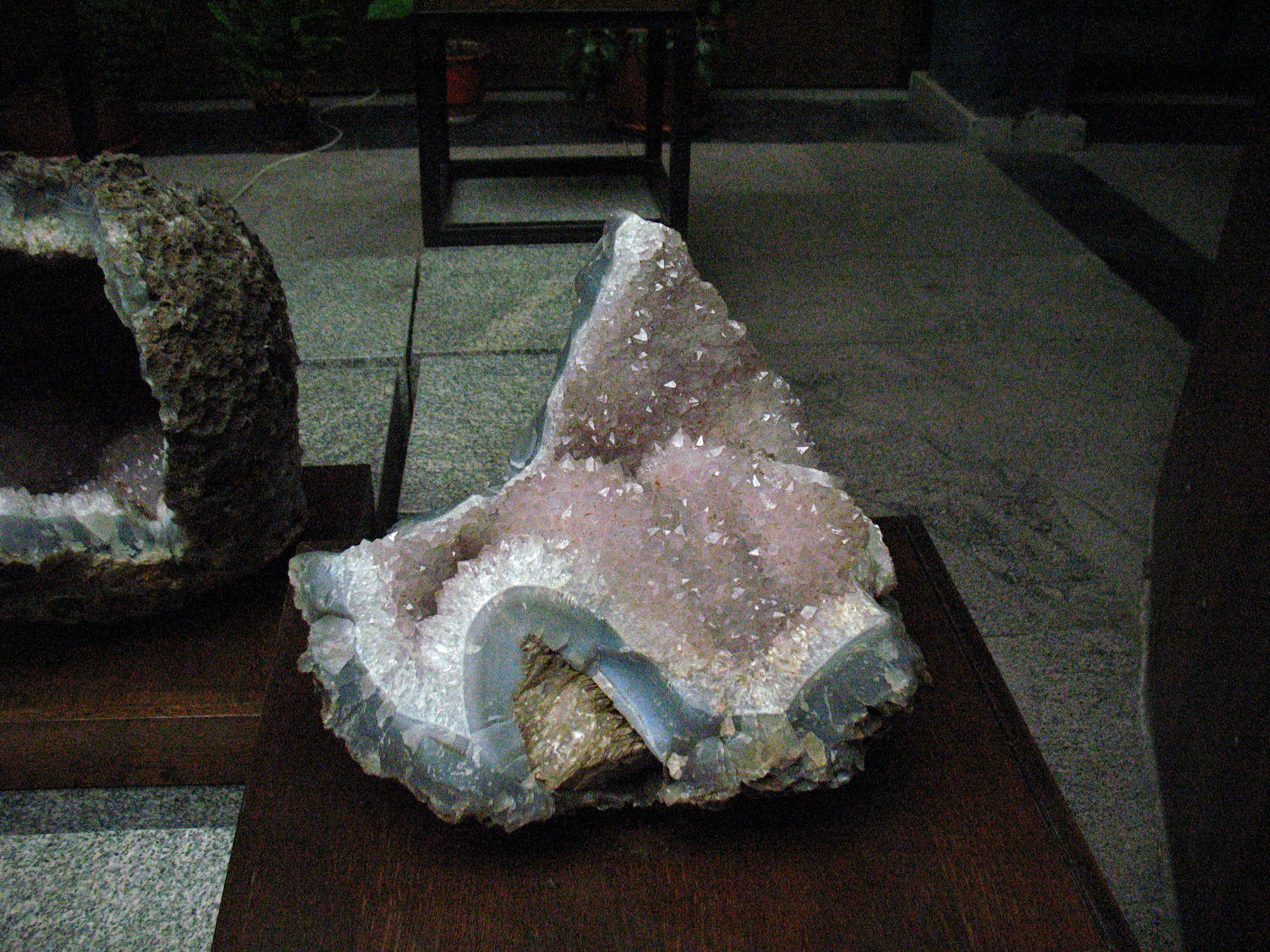
Аметист
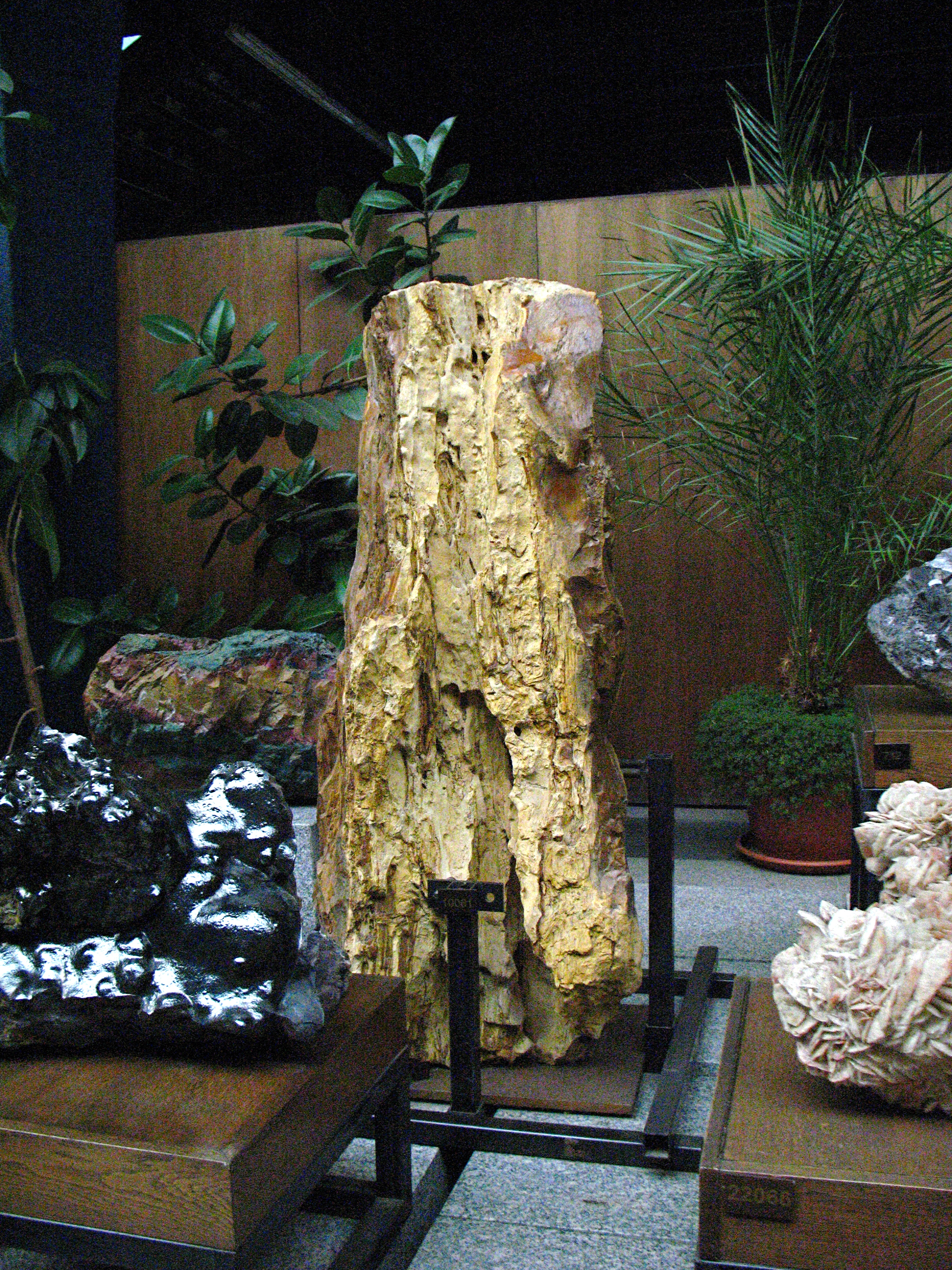
Окаменелое дерево
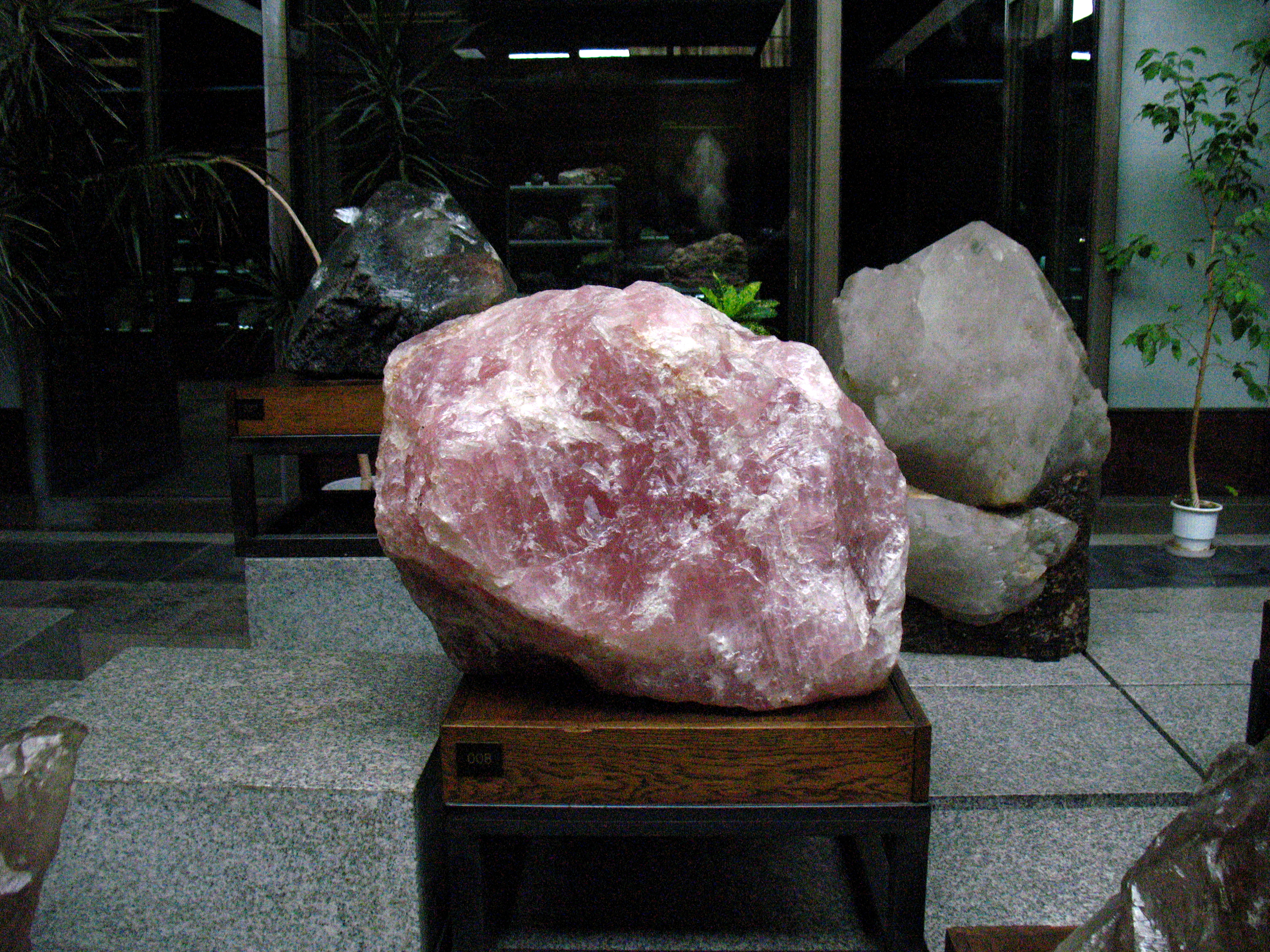
розовый кварц
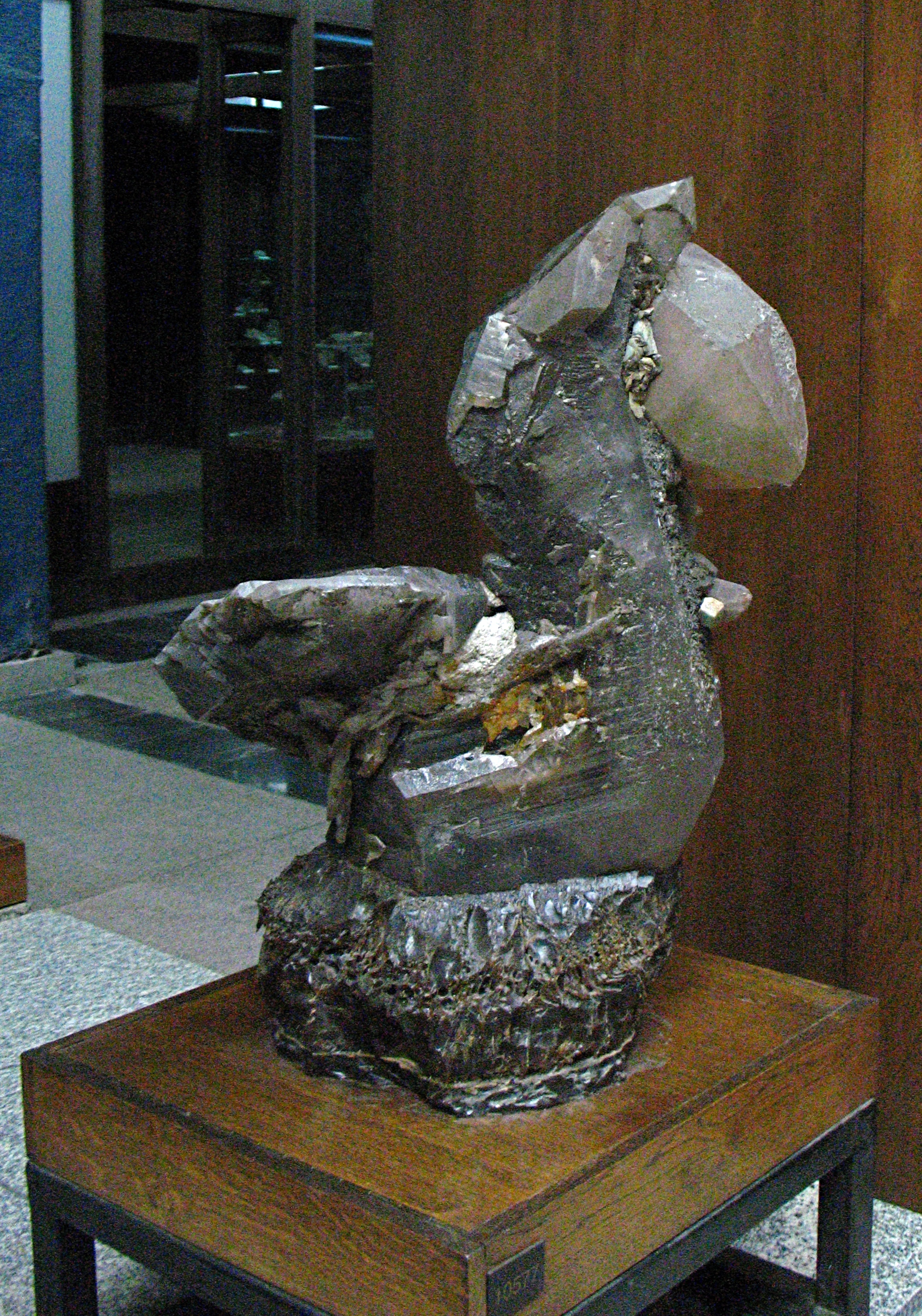
„Утенок“
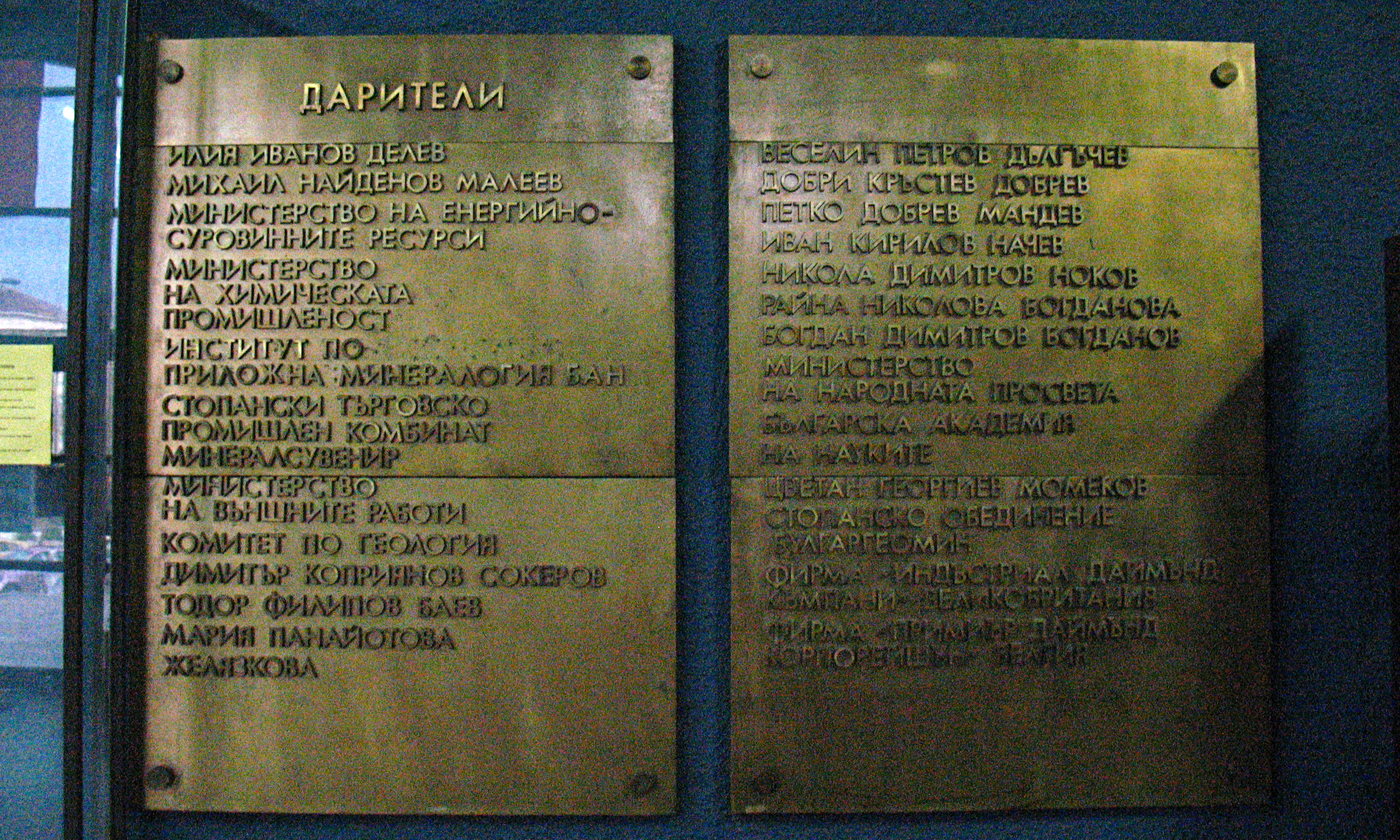
Список частных лиц, передавших музею экспонаты
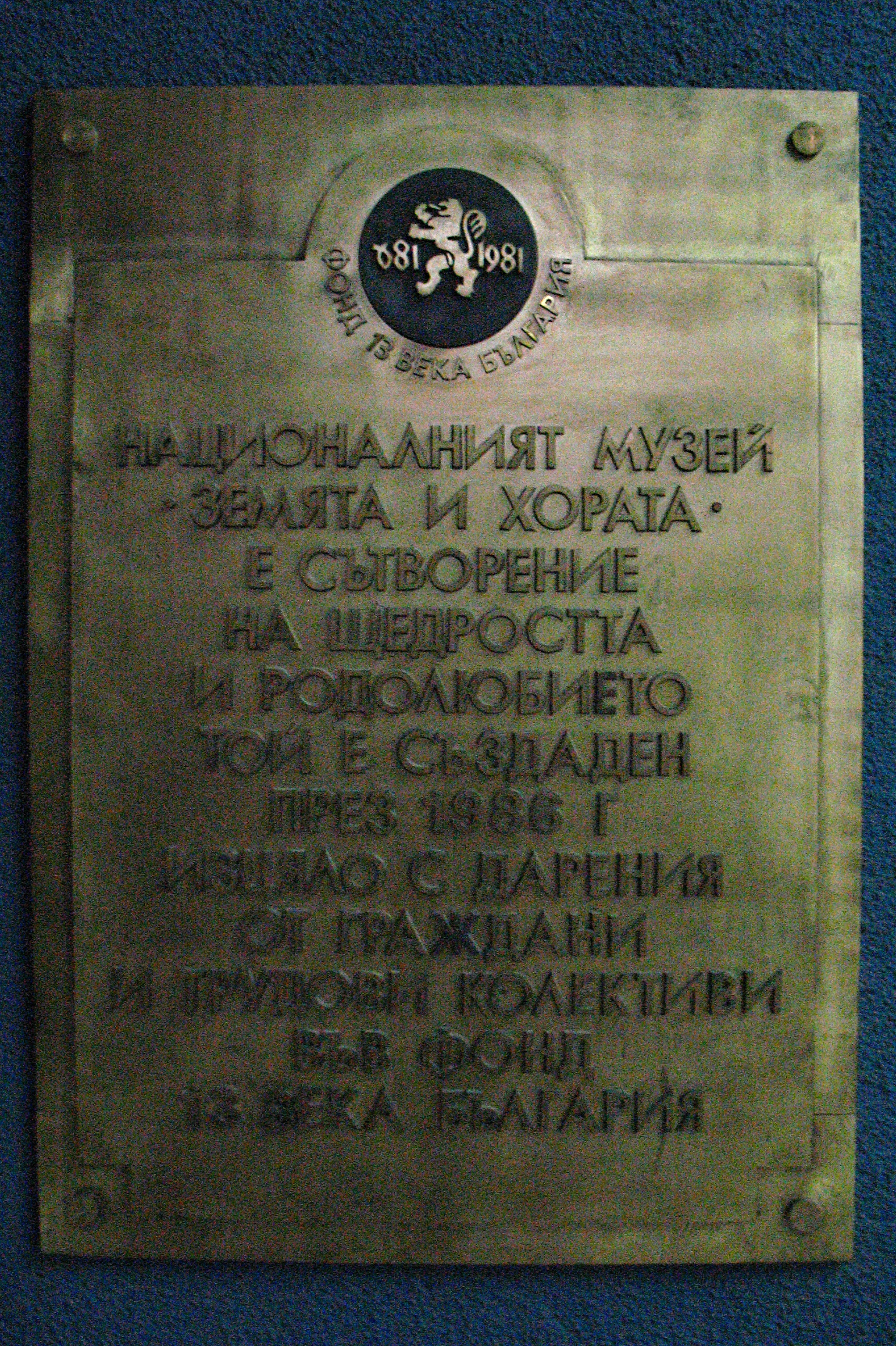
Национальный фонд „13 веков Болгарии“